# Трисвета песма
Трисвета песма или Трисхагион – молитва „Свјатиј Боже, свјатиј Крјепкиј, свјатиј Безсмертниј, помилуј нас!“ која се пева на православној литургији и погребу. Обраћа се светрема лицима Свете Тројице. Према црквеном предању, један дечак је чуо да је анђели певају током великог земљотреса у Цариграду 438. или 439. године. Када је народ отпевао трисвето земљотрес је престао. Од 5. века улази у ширу богослужбену употребу.